# Safaa Hadi
Safaa Hadi Abdullah Al-Furaidży (arab. ‏صفاء هادي عبد الله الفريجي‎; ur. 14 października 1998 w Bagdadzie) – iracki piłkarz grający na pozycji obrońcy. Od 2020 jest zawodnikiem rosyjskiego klubu Krylja Sowietow Samara.

## Kariera piłkarska
Swoją karierę piłkarską Hadi rozpoczął w klubie Amanat Bagdad, w którym w 2015 roku zadebiutował w pierwszej lidze irackiej. W 2016 roku przeszedł do Al-Zawraa. W sezonie 2016/2017 zdobył Puchar Iraku. W sezonie 2017/2018 został mistrzem tego kraju.

## Kariera reprezentacyjna
W reprezentacji Iraku Hadi zadebiutował 8 maja 2018 w zremisowanym 0:0 towarzyskim meczu z Palestyną. W 2019 roku został powołany do kadry na Puchar Azji.